# Omatrivier
De Omatrivier (Zweeds: Omatjohka) is een rivier die stroomt in de Zweedse gemeente Kiruna. De rivier verzamelt haar water uit diverse beken, waarvan de voornaamste de Ákčarivier is. Ze stroomt noordoostwaarts naar het Omatjávri, een randmeer van het Råstojaure. Ze is ongeveer 7 kilometer lang.
Afwatering: Omatrivier → Omatjávri → Råstojaure → Råstrivier → Lainiorivier → Torne → Botnische Golf